# Pelé van Anholt
Pelé van Anholt (Sneek, 23 april 1991) is een Nederlands voetballer die doorgaans als verdediger speelt.

## Clubcarrière

### Jeugd
Van Anholt speelde tot zijn elfde jaar in de jeugd van CAB uit Bolsward. Scouts van sc Heerenveen waren positief over hem, wat tot een vertrek naar de D-junioren van de voetbalschool leidde. In maart 2009 tekende de middenvelder als A-junior zijn eerste contract bij de club. Gedurende zijn voetbalopleiding haalde Van Anholt zijn havodiploma, om zich vervolgens volledig op zijn professionele sportcarrière te richten.

### FC Emmen
In het seizoen 2010/11 werd Van Anholt voor een jaar aan FC Emmen verhuurd, waar sc Heerenveen een samenwerkingsverband mee had. De middenvelder debuteerde toevalligerwijs tegen zijn eigenlijke werkgever in het profvoetbal – in de derde ronde van de KNVB Beker moest FC Emmen namelijk thuis aantreden tegen sc Heerenveen. Laatstgenoemde won de wedstrijd met 1–3, waardoor de Drenten waren uitgeschakeld in de bekercompetitie. Daarna speelde Van Anholt nog zes wedstrijden in de Eerste divisie. Het seizoen van de middenvelder eindigde echter abrupt in het verloren uitduel tegen Sparta Rotterdam (5–0). Van Anholt kwam ongelukkig in botsing met een tegenstander, met een enkelbreuk als gevolg. Tegen de verwachting in speelde de middenvelder datzelfde seizoen nog een wedstrijd met het gezamenlijke belofte-elftal van Heerenveen en Emmen.

### sc Heerenveen
Doordat de leiding van sc Heerenveen tevreden was over Van Anholts ontwikkeling, mocht hij bij de eerste selectie aansluiten in voorbereiding op het seizoen 2011/12. Op 22 oktober 2011 maakte Van Anholt zijn debuut in de wedstrijd tegen FC Utrecht. Hij was op dat moment de tweede Fries in dat seizoen die debuteerde voor Heerenveen, de andere was Doke Schmidt. Op 20 april 2012 tekende Van Anholt een nieuwe overeenkomst bij sc Heerenveen, die hem tot 2014 aan de club verbond. Door het vertrek van verschillende spelers in het seizoen 2012/13 moest Van Anholt in het seizoen noodgedwongen op de rechtsbackpositie spelen. Dit ging hem goed af en leverde een basisplaats op, die hij niet meer afstond gedurende het seizoen. Zijn contract werd op 1 oktober 2013 opengebroken en verlengd tot de zomer van 2016.
Op 30 november 2013 maakte de verdediger tegen Go Ahead Eagles het 700ste thuisdoelpunt voor sc Heerenveen in het Abe Lenstra Stadion; de eindstand werd 3–1 in voordeel van sc Heerenveen. Het was zijn tweede doelpunt in het betaald voetbal.

### Willem II
Op 16 augustus 2016 tekende Van Anholt een contract tot medio 2017 bij Willem II. Hij kwam tot 23 wedstrijden in de Eredivisie, waarna hij zijn contract liet aflopen.

### LA Galaxy
In juli 2017 werd bekend dat LA Galaxy Van Anholt transfervrij had overgenomen. Hij tekende in Amerika een contract tot eind 2017 met een optie op nog een seizoen. Van Anholt kreeg al snel een zware knieblessure en eind november werd bekend dat LA Galaxy de optie niet zou lichten.

### Latere carrière
Hij tekende in juni 2018 een contract tot medio 2020 bij NAC Breda, dat hem transfervrij inlijfde. Met de club degradeerde hij in 2019 uit de Eredivisie. In  het seizoen 2020/21 speelde hij op het hoogste het Cypriotische niveau voor Enosis Neon Paralimni. Begin 2022 sloot hij voor een half jaar aan bij Roda JC Kerkrade in de Eerste divisie. Begin 2023 sloot hij voor een half jaar aan bij SV TEC in de Tweede divisie.

## Clubstatistieken
| Seizoen         | Club                    | Competitie          | Competitie | Competitie | Beker | Beker | Internationaal | Internationaal | Overig | Overig | Totaal | Totaal |
| Seizoen         | Club                    | Competitie          | Wed.       | Dlp.       | Wed.  | Dlp.  | Wed.           | Dlp.           | Wed.   | Dlp.   | Wed.   | Dlp.   |
| --------------- | ----------------------- | ------------------- | ---------- | ---------- | ----- | ----- | -------------- | -------------- | ------ | ------ | ------ | ------ |
| 2010/11         | FC Emmen                | Eerste divisie      | 6          | 0          | 1     | 0     | 0              | 0              | 0      | 0      | 7      | 0      |
| 2011/12         | sc Heerenveen           | Eredivisie          | 11         | 0          | 0     | 0     | 0              | 0              | 0      | 0      | 11     | 0      |
| 2012/13         | sc Heerenveen           | Eredivisie          | 31         | 0          | 3     | 0     | 4              | 0              | 2      | 0      | 40     | 0      |
| 2013/14         | sc Heerenveen           | Eredivisie          | 31         | 2          | 3     | 0     | 0              | 0              | 2      | 0      | 36     | 2      |
| 2014/15         | sc Heerenveen           | Eredivisie          | 32         | 0          | 1     | 0     | 0              | 0              | 4      | 0      | 37     | 0      |
| 2015/16         | sc Heerenveen           | Eredivisie          | 22         | 0          | 3     | 0     | 0              | 0              | 0      | 0      | 25     | 0      |
| 2016/17         | Willem II               | Eredivisie          | 23         | 0          | 1     | 0     | 0              | 0              | 0      | 0      | 24     | 0      |
| 2017/18         | LA Galaxy               | Major League Soccer | 5          | 0          | 0     | 0     | 0              | 0              | 0      | 0      | 5      | 0      |
| 2018/19         | NAC Breda               | Eredivisie          | 16         | 0          | 0     | 0     | 0              | 0              | 0      | 0      | 16     | 0      |
| 2019/20         | NAC Breda               | Eerste divisie      | 25         | 1          | 5     | 0     | 0              | 0              | 0      | 0      | 30     | 1      |
| 2020/21         | Enosis Neon Paralimniou | Protathlima Cyta    | 13         | 0          | 0     | 0     | 0              | 0              | 0      | 0      | 13     | 0      |
| 2021/22         | Roda JC Kerkrade        | Eerste divisie      | 3          | 0          | 0     | 0     | 0              | 0              | 0      | 0      | 3      | 0      |
| 2022/23         | SV TEC                  | Tweede divisie      | 0          | 0          | 0     | 0     | 0              | 0              | 0      | 0      | 0      | 0      |
| Carrière totaal | Carrière totaal         | Carrière totaal     | 218        | 3          | 17    | 0     | 4              | 0              | 8      | 0      | 247    | 3      |

Bijgewerkt op 10 januari 2022.